# Shinji Kobayashi
Shinji Kobayashi (født 24. august 1960) er en tidligere japansk fodboldspiller og træner.
Han har spillet for flere forskellige klubber i sin karriere, herunder Mazda.
Han har tidligere trænet Oita Trinita, Cerezo Osaka, Montedio Yamagata, Tokushima Vortis og Shimizu S-Pulse.